# Sirkka Sipilä
Sirkka Sipilä (1 de mayo de 1920 – 29 de diciembre de 1964) fue una actriz finlandesa.

## Biografía
Su nombre completo era Vappu Sirkka Cecilia Sipilä, y nació en Jurva, Finlandia, siendo sus padres Eliel Sipilä y Rosa Cesilia Nikkola. Sirkka, que tenía un hermano menor, se entusiasmo por la interpretación desde su primer año escolar. Antes de mudarse a Helsinki, se graduó en la escuela mixta de Kristiinankaupunki. A los 18 años fue a vivir a Helsinki, donde fue seleccionada para estudiar e la escuela de la productora cinematográfica Suomen Filmiteollisuus.
Poco después de su graduación en la escuela, y sin tener experiencia teatral, debutó en una película del director Jorma Nortimo, actuando después en la cinta de Wilho Ilmari Nummisuutarit (1938).
Su gran oportunidad fue la producción de Nortimo Takki ja liivit pois! (1939), en la cual Sipilä interpretaba a una actriz novata. Después coprotagonizó con Tauno Palo Aatamin puvussa... ja vähän Eevankin (1940), que fue un éxito de taquilla, y que fue considerada audaz por su escena de desnudez. A continuación trabajó en Perheen musta lammas (1941), con un papel protagonista doble. Toivo Särkkä le dio un papel de reparto en Onnellinen ministeri (1941) que le permitía demostrar su habilidad como cantante. 
Sipilä hizo más papeles como actriz de reparto, siendo quizás los más recordados los que tuvo como Elina en las dos primeras películas de la serie Suomisen perhe. Otros destacados papeles de reparto fueron el de criada Ingeborg en Katariina ja Munkkiniemen kreivi (1943), junto a Leif Wager, y el de Brita von Löwe en Avioliittoyhtiö (1942). 
Finalizada la Segunda Guerra Mundial, Sipilä pasó de SF a la productora Fenno-Filmi. Entre sus personajes en la nueva compañía figuran Eliina en la comedia rural Kyläraittien kuningas (1945) y Laila en Sisulla ja sydämellä (1947), recibiendo por este último papel críticas muy favorables. Además en 1945 actuó también en la farsa de Karhu-Filmi titulada Mikä yö!.
Sipilä dejó el cine a principios de la década de 1950 por razones económicas, ya que los pequeños salarios no le permitían ganarse la vida. Sus últimos papeles de relevancia llegaron con las comedias Keittiökavaljeerit (1948) y Köyhä laulaja (1950). Dejó el cine tras actuar en la película de Valentin Vaala Gabriel, tule takaisin (1951).
Sirkka Sipilä se casó con el alemán Nicolas (Niilo) Mineur en 1943, y la pareja tuvo una hija. Finalizado su matrimonio en 1949, tuvo dificultades financieras. Apareció en algunos anuncios comerciales y trabajó en Helsinki como vendedora. 
En 1963 se mudó a Imatra, donde estuvo dos años vinculada al Teatro de la ciudad. Falleció en dicha población en 1964, a causa de un cáncer. Tenía 44 años. Fue enterrada en el Cementerio de Jurva.

## Filmografía
- 1938 : Syyllisiäkö?
- 1938 : Nummisuutarit
- 1939 : Halveksittu
- 1939 : Takki ja liivit pois!
- 1940 : Aatamin puvussa... ja vähän Eevankin
- 1941 : Perheen musta lammas
- 1941 : Jos oisi valtaa...
- 1941 : Suomisen perhe
- 1941 : Poikamies-pappa
- 1941 : Onnellinen ministeri
- 1942 : Avioliittoyhtiö
- 1942 : Puck
- 1942 : Suomisen Ollin tempaus
- 1943 : Katariina ja Munkkiniemen kreivi
- 1945 : Matkalla seikkailuun
- 1945 : Mikä yö!
- 1945 : Kyläraittien kuningas
- 1947 : Sisulla ja sydämellä
- 1948 : Kilroy sen teki
- 1948 : Keittiökavaljeerit
- 1950 : Professori Masa
- 1950 : Köyhä laulaja
- 1951 : Gabriel, tule takaisin